# ハイディ・リチャウアー
ハイディ・リチャウアー（Heidi Litschauer）はオーストリアのチェリスト。母は同じくチェリストのフリーダ・リチャウアー。

## 略歴
ウィーンに生まれ、ウィーン音楽大学を1964年に首席で卒業した後、ガスパール・カサド、ウラディーミル・オスロフ、エンリコ・マイナルディ、パブロ・カザルス、アルト・ノラスに学ぶ。1957年より1970年までペーター・グート（Vn）、ルドルフ・ブッフビンダー（Pf）とウィーン三重奏団として活動し、1961年ミュンヘン国際音楽コンクール優勝。また1965年にはソリストとしてサンチャゴ国際コンクールでも入賞している。1970年にはヴォルフガング・シュルツ（Fl）、ヘルムード・ドイチェ（Pf）とウィーン・フルート三重奏団を創設。1978年よりリン・ブラケスリー、ユルゲン・カイゼと共にモーツァルテウム弦楽三重奏団（後に弦楽五重奏団となる）としても活動した。1984年からシャーンドル・ヴェーグ指揮カメラータ・ザルツブルクのソリストとなる。テルデック、デッカ等のレーベルで録音も多い。また1973年からザルツブルクのモーツァルテウム音楽大学教授をつとめ、フリッツ・ドレシャル、チャールズ・メドラム等を育てた。